# Naoki Mori
Naoki Mori (森 直樹 Mori Naoki?,  nacido el 5 de mayo de 1972 en Nagasaki) es un exfutbolista japonés. Jugaba de defensa y su último club fue el Omiya Ardija de Japón.

## Trayectoria

### Clubes
| Club                 | País  | Año         |
| -------------------- | ----- | ----------- |
| Nagoya Grampus Eight | Japón | ???? - 1995 |
| Vissel Kobe          | Japón | 1996 - 1997 |
| Omiya Ardija         | Japón | 1998        |

## Palmarés

### Títulos nacionales
| Título             | Club                 | País  | Año  |
| ------------------ | -------------------- | ----- | ---- |
| Copa del Emperador | Nagoya Grampus Eight | Japón | 1995 |